# あの旗を撃て コレヒドールの最後
『あの旗を撃て コレヒドールの最後』（あのはたをうて コレヒドールのさいご）は、1944年（昭和19年）に東宝が製作、社団法人映画配給社配給で公開された戦争映画・国策映画である。

## 概要
コレヒドール攻略戦を描いた作品。日本兵中心の場面は阿部豊が、フィリピン人たちがタガログ語で対話をする場面は主にジェラルド・ド・レオンが監督した。
撮影は1943年8月から開始し、バターン、コレヒドールでのロケ撮影の他、マニラの大手撮影所だったフィリピン・フィルムスとサンパギタ・ピクチャーズでセット撮影が行われた。撮影には日本陸軍、マニラ市民の他、本物のアメリカ軍捕虜が参加した。比島派遣軍報道部の協力を得て長期の大規模な現地撮影が実現し、マニラ市街のロケでは米軍の残した実物の戦車や軍用車両が利用された。本編にはM3軽戦車、M3ハーフトラック、トンプソン・サブマシンガン、ブローニングM1918自動小銃、ブローニングM1917重機関銃など鹵獲された米軍兵器が大量に登場している。米軍の撤退シーンではマニラの繁華街エスコルタで大々的なロケーションが敢行され、米軍捕虜が戦車部隊を率いて移動している様子が撮影された。円谷英二と三谷栄三の特殊技術部分などは日本で撮影されている。
題名は、日本軍の砲撃を受けたコレヒドール島でなお翻り続ける星条旗に対して「あの旗を撃て」と命令が出され、狙い定めて打ち砕いた実話に基づくもの。
本作は1944年3月8日にフィリピンで『Dawn of freedom』というタイトルで公開された。マニラ市内のイデアル劇場とリリック劇場で二週間続映され、興行結果は動員14万人に迫り、現地で公開された日本映画では最も人気があった。2位の『ハワイ・マレー沖海戦』は5万人だった。
終戦直後、「捕虜のアメリカ兵を多数出演させたことが捕虜虐待にあたり、その証拠として取り上げられるのでは」と問題になり、宮島義勇と他二人がフイルムを焼却することとなった。「焼くなんて惜しいですよ。焼いたことにして家へ持って帰ったらいいですよ。この作品は色んな賞を貰ったんでしょう。文部大臣賞とか撮影技術賞とか」と反対もあったが、宮島は本作への好奇心を押し殺し「だからやるんだよ」と答えた。フイルムは芦ノ湖畔で焼却され、焼け滓は湖岸の砂に埋められた。
1991年、戦後初めての上映が山形国際ドキュメンタリー映画祭91で行われた。この時点で復元は不十分であり、途中で全く関係のないフィリピンのミュージカルフイルムが1巻分挿入されているような有様だった。

## あらすじ
1941年12月8日、大日本帝国はフィリピンへ怒涛の進撃を開始した。
混乱するマニラ上空に九七式軽爆撃機が飛来し、市街地にビラが撒かれた。その晩、フィリピン人兵士、マリアノ・ガルシア中尉は出征の前に母に会いに行くが、弟のトニー少年か日本兵の鉄兜を戦利品に持ち帰って欲しいとせがまれる。ガルシア中尉の友人、アンドレス・ゴメス大尉は妻ルデスに別れを告げ、前線へ向かう。
マニラから撤退する米軍を見守っていたトニー少年は、街路樹に引っかかっていた日本軍のビラに気を取られてしまい、米軍のトラックに跳ねられ足が不自由になってしまう。マニラ市街に日本軍が無血入城してきたが、市民達は警戒し外出を控える。市街地を警備していた池島兵長は、女性の悲鳴を聞きつけ、泥棒二人を捕らえる。一部始終を目撃した子供達は池島を尊敬し、英語で交流を深めるようになる。池島は子供達から足が不自由になったトニー少年の話を聞き、故郷に残してきた足の不自由な弟を思い出す。池島はトニー少年の自宅を訪問し、櫻木軍医中尉に手術を依頼する。最初は警戒していたロサも次第に心を開くようになり、戦地の息子ガルシアを救うため宣撫工作に志願する。
ナチブ攻略で捕虜になったゴメス大尉は、速水部隊長、中村少尉の尋問に対し、米国に忠誠を誓うが、速水から「君はフィリピン人ではないのか」と問われ、祖国を大切にせよと論される。
バターン半島を守るフィリピン兵部隊の塹壕に、日本軍の風船からビラが撒かれる。ビラには捕虜になった兵士が七面鳥を食べ、マニラの家族たちが平和に過ごすなど、日本軍の善行が書かれていた。戦意を削がれた兵士たちは戦いに疑問を持ち始める。そこへ米軍・アダムス大尉らが現れ、ビラを拾った兵士たちに制裁を加え、後方へ移動させようとする。フィリピン兵と米兵が睨み合う中、脱走兵が現れ、銃殺される事件が起きる。レイエス大尉は抗議するが、アダムスは射殺は正当と答え、威圧的な態度をとる。そこへ日本軍の謀略放送が流れ始め、アベ・マリアの曲と共にタガログ語で女性やゴメス大尉が投降を呼びかける。
池島は市民や子供達に見送られながらバターン半島へ向かう。トニー少年は涙を流し、ガルシアの母は教会で祈りを捧げる。
戦地では米軍は退却してきたフィリピン兵を地下壕から追い出そうと銃撃を仕掛け、被弾したガルシアは最後の力を振り絞り拳銃でアダムスを殺害する。戦いが終わり、ゴメスは野中少尉に依頼しガルシアを捜索するが、既にガルシアは息絶えていた。ゴメスは亡骸のそばに転がっていた米軍のブロディヘルメットに気付く。鉄兜にはガルシアが弟に向けて次のようなメッセージを残していた。
「トニー、これは私が約束した敵の鉄兜だ」
ゴメスは山田上等兵と互いに日比友好を誓い合った後、別れを告げる。コレヒドール島では砲撃戦が始まり、日本軍は夜襲上陸を敢行。九七式中戦車が蹂躙し、星条旗が吹き飛ぶ。ジョナサン・ウェインライト中将は停戦使節団を送るが、日本軍は停戦の申し出を拒絶し、全面降伏を迫る。
フィリピンの戦いは日本の勝利に終わった。最後は兵士たちが宮城遥拝する場面で締めくくられる。

## キャスト

### 日本軍
- 速水部隊長 - 大河内傳次郎
- 鷲尾大尉 - 河津清三郎
- 進藤中佐 - 藤田進
- 野中少尉 - 月田一郎
- 中村少尉 - 中村哲
- 山田上等兵 - 眞木順
- 村松上等兵 - 小森敏
- 池島兵長 - 大川平八郎
- 櫻木軍医中尉 - 田中春男

### 米軍将校
- マクレガー大佐 - ジョニー・アブリル
- アダムス大尉 - ベルト・ルロイ
- スミス大尉 - フランコ・ガルシア

### 比軍将校
- アンドレス・ゴメス大尉[6] - フェルナンド・ポー
- マリアノ・ガルシア大尉 - アンヘル・エスメラルダ
- ラモン・レイエス大尉 - レオポルド・サルセド

### 比軍将校家庭（フィリピン人）[7]
- アントニオ・ガルシア（トニー少年。マリアノ大尉の弟） - リカルド・パション
- アウロラ・ガルシア（マリアノ大尉、アントニオの母親） - ロサ・アギレ
- ミゲル・ゴメツ - ギレルモ・カルス
- ルデス[8]（ゴメス大尉の妻） - ノルマ・ブランカフロア

#### 外国人俳優について
- 本作でアンドレス・ゴメス大尉を演じるフェルナンド・ポーはドイツ系の混血児。フィリピン大学卒業後、鉱山で勤務。容姿と特技の水泳が評価され、ターザン役者として映画界に入る。当時の日本映画誌では「飛行機の操縦が巧い」と紹介された。
- アメリカ軍将校を演じるベルト・ルロイはフランスのマルセイユ出身。日本では「エキストラから叩き上げた名脇役」「性格俳優にして比島映画界の第一人者」と紹介されている。劇中でフィリピン人将校に射殺される演技をした。
- 米軍将校役のフランコ・ガルシアはアメリカで音楽を学び映画界に入ったとされ、日本では「比島一流の歌手で同時に多能な作曲家」と紹介された。劇中で戦死の演技をした[9]。

## スタッフ
- 後援：陸軍省
- 製作：瀧村和男
- 演出：阿部豊
- 撮影：宮島義勇、竹内宏
- 脚本：八木隆一郎・小国英雄
- 特殊技術監督：円谷英二、三谷栄三
- 音楽：春日邦雄（海外版：早坂文雄）
- 美術：北猛夫、北辰雄
- 編集：後藤敏男

### 音楽担当について
本作の作曲家を選出するために音楽コンクールが開催され、山根銀二、野村光一、諸井三郎らが審査員を務めた。市川都志春が1位入選し本作の音楽を担当することとなったが、制作システムへの不慣れさなどから製作者側と作曲家側で衝突があり、ダビング段階で市川が降板した。このため、封切りに際しては「春日邦雄」なる架空の人物の名を出す形となった。海外版製作に際して早坂文雄が作曲し直している。

## 映像ソフト
- 2015年1月20日にデアゴスティーニよりDVDが発売された。

## その他
- 小野田寛郎の捜索を取材していた横堀洋一の前に紳士風の老人が現れ「ルバング島に『勇敢な日本兵の像』を建て、日本人観光客を招きたい」と熱く語ったという。横堀はこの人物を本作に出演した現地でも有名な男優、ポール・サルセードと記している[11]。尚、出演者にレオポルド・サルセドがいるが関連性は不明。